# Positienauwkeurigheid
Positienauwkeurigheid is de mate waarin de gemeten positie overeenkomt met de ware positie volgens een bepaalde standaard. Het is van belang voor een veilige navigatie en als zodanig onderdeel van de nautische foutenleer. De benodigde nauwkeurigheid hangt af van de afstand tot gevaren voor de navigatie en de snelheid.
Met betrekking tot navigatie is er een onderscheid tussen absolute nauwkeurigheid — de nauwkeurigheid ten opzichte van geografische coördinaten — herhaalbare nauwkeurigheid — waarbij een eerder bepaalde positie kan worden teruggevonden — en relatieve nauwkeurigheid — de mate waarin twee navigatie-instrumenten dezelfde positie kunnen bepalen.
Om de nauwkeurigheid te kunnen bepalen, is het nodig om de grootte van de optredende fouten te kennen, maar ook de precisie, herhaalbaarheid en reproduceerbaarheid. Fouten zijn onder te verdelen in toevallige of stochastische fouten, systematische fouten en blunders. Om nauwkeurigheden onderling te kunnen vergelijken, moet bekend zijn volgens welke standaard deze zijn opgegeven.

## Toevallige fouten
Bij toevallige fouten is de gemiddelde fout nul. Bij een voldoende groot aantal waarnemingen zal het gemiddelde van de fouten bij benadering normaal verdeeld zijn rond de werkelijke waarde, de verwachting μ. Bij meer metingen zal de normale verdeling steeds beter gevolgd worden en benadert het gemiddelde de werkelijke waarde steeds beter. Omdat een gevonden positie bij elke navigatiemethode een bepaalde mate van onnauwkeurigheid heeft, wordt dit de meest waarschijnlijke standplaats (MWS) genoemd. Deze wordt verkregen door twee of meer positielijnen te combineren.

### Positielijn

Bij een normale verdeling valt 68,3% van de waarnemingen binnen een afstand van 1 keer de standaardafwijking σ van het midden, 95,5% binnen een afstand 2σ en 99,7% binnen een afstand 3σ

Er zijn verschillende positielijnen, afhankelijk van de plaatsbepalingsmethode. Indien de aard en de grootte van de fouten bij deze lijnen bekend zijn, kan bij eendimensionale metingen voor de toevallige fouten een betrouwbaarheidsafstand worden vastgesteld waarbij 68,3% van de waarnemingen binnen de standaardafwijking σ van het gemiddelde bevinden.Voor een normale verdeling geldt:
| binnen | μ ± σ | μ ± 2σ | μ ± 3σ |
| kans   | 68,3% | 95,5%  | 99,7%  |
Een andere standaard is de M95 waarbij 95% van de waarnemingen zich binnen 2σ van de verwachtingswaarde bevinden. De M95 is in veel gevallen afhankelijk van de afstand d tot het gepeilde object:
| Type positielijn                                 | M95 |
| ------------------------------------------------ | --- |
| zichtpeilingslijn                                | {\displaystyle 2{,}5\%d}                                                                                                 |
| radarpeilingslijn (electronic bearing line, EBL) | {\displaystyle 3\%d} |
| radarafstandscirkel (variable range marker, VRM) | Bereik ≤ 5M: {\displaystyle 0{,}5\%(10+bereik)M} Bereik > 5M: {\displaystyle 1{,}5\%(bereik)M}                           |
| parallel-index-methode                           | {\displaystyle (4\%+3\%bereik)M}                                                                                         |
| RC-positielijn                                   | {\displaystyle 4\%d} |
| vuurcirkel                                       | {\displaystyle 20\%d} |
| cirkel uit verticale hoekmeting                  | {\displaystyle 10\%d} |
| cirkel uit horizontale hoekmeting                | gyro: {\displaystyle 1\%{d_{a}\cdot d_{b} \over d_{ab}}} sextant: {\displaystyle 0{,}1\%{d_{a}\cdot d_{b} \over d_{ab}}} |
| Deccalijn                                        | |
| Loranlijn                                        | overdag: 1,5 μs 's nachts: 2,2 μs                                                                                        |
| Omegalijn                                        | |
| astronomische positielijn                        | hoogtelijn: 3M dip free lop: 1,5M                                                                                        |
| bathymetrische positielijn                       | |
| verzeiling                                       | |

### Positie

Door twee positielijnen te combineren, wordt een positie verkregen. De nauwkeurigheid van die positie hangt af van de nauwkeurigheid en geometrie van de positielijnen.

Analoog hieraan kan bij tweedimensionale posities een betrouwbaarheidscirkel worden getrokken rond deze MWS. De radius R van deze cirkel hangt af van de gekozen standaard. Bij circular error probable (CEP) valt 50% van de waarnemingen in de cirkel, bij de R68 68% en bij de onder andere door de IMO aanbevolen R95 95%. De straal wordt hier bepaald aan de hand van de normale verdeling. Een andere methode is het gebruikmaken van het gemiddelde van de waarnemingen, zoals bij de rms (root mean square, kwadratisch gemiddelde), drms (distance root mean square) en 2drms.
De betrouwbaarheidscirkel is slecht onder bepaalde voorwaarden een cirkel. Als niet aan die voorwaarden voldaan wordt, verandert deze in een ellips. De voorwaarden zijn:
- loodrechte snijding bij twee positielijnen, of 360° n  bij meerdere positielijnen;
- de meetfout van de positielijnen moet stochastisch onafhankelijk zijn, er mag geen correlatie tussen de fouten zijn;
- σx = σy = σ.

Indien aan deze voorwaarden voldaan is, kan de volgende tabel worden samengesteld, waarbij de verschillende betrouwbaarheidscirkel slechts in het circulaire geval in elkaar kunnen worden omgezet, bij toenemende mate van ellipticiteit wordt deze benadering slechter:

Doordat de positielijnen niet loodrecht snijden en een ongelijke standaardafwijking hebben, wordt de betrouwbaarheidscirkel een ellips.

| R: | 1σ     | 1,18σ (CEP) | 1,41σ (drms) | 1,51σ (R68) | 2σ     | 2,45σ (R95) | 3,44σ  |
| P  | 39,35% | 50%         | 63,21%       | 68%         | 86,47% | 95%         | 99,73% |

Bij ellipticiteit geldt:
{\displaystyle d_{rms}={\sqrt {\sigma _{x}^{2}+\sigma _{y}^{2}}}}, 63% als σx=σy, 68% als σx=10σy
{\displaystyle 2d_{rms}=2{\sqrt {\sigma _{x}^{2}+\sigma _{y}^{2}}}}, tussen 95,4% en 98%
{\displaystyle CEP=0,56\sigma _{x}+0,62\sigma _{y}}, 50%

### Hoogte
Voor driedimensionale posities worden de spherical error probable (SEP) en mean radial spherical error (MRSE) gebruikt. Vaak verschilt de verticale nauwkeurigheid echter dusdanig met de horizontale nauwkeurigheid, dat deze apart gegeven wordt.

## Systematische fouten
Bij systematische fouten kan de werkelijke waarde niet op deze manier worden gevonden. Het gemiddelde zal een afwijking hebben met de grootte van de systematische fout. Als een systematische fout vastgesteld is, kan deze gecorrigeerd worden, wat bij een toevallige fout niet opgaat.

## Blunders
Blunders zijn moeilijk te definiëren en kunnen bestaan bestaan uit technisch of menselijk falen zoals verkeerde aflezing, het invoeren van een verkeerde waarde, het omwisselen van oost en west en andere fouten die niet onder de andere twee zijn onder te brengen. Als de gemiddelde grootte van de fouten bekend zijn, kan een blunder eerder herkend worden. Een goede gewoonte is om de positie met een ander plaatsbepalingssysteem te controleren.